# GR-92. Sendero Mediterráneo
El sendero Mediterráneo, conocido como GR-92 en la clasificación de los senderos de Gran Recorrido o senderos GR españoles, discurre a lo largo del litoral mediterráneo español, desde Andalucía hasta Cataluña, aunque aquí solo tenga cabida la información de Cataluña

## Etapas
- Etapa 1 - Portbou-Llansá (puerto), 9,8 km
- Etapa 2 - Llansá (puerto)-Cadaqués, 20,3 km
- Etapa 3 - Cadaqués-Rosas, 21,7 km
- Etapa 4 - Rosas-Marismas del Ampurdán (El Cortalet), 16,3 km
- Etapa 5 - Marismas del Ampurdán-San Martín de Ampurias, 20,2 km
- Etapa 6 - San Martín de Ampurias-Torroella de Montgrí, 20 km
- Etapa 7 - Torroella de Montgrí-Bagur, 21,3 km
- Etapa 8 - Bagur-Palamós, 23 km
- Etapa 9 - Palamós-Sant Feliu de Guíxols, 16,8 km
- Etapa 10 - Sant Feliu de Guíxols-Tosa de Mar, 20,2 km
- Etapa 11 - Tosa de Mar-Lloret de Mar, 14,3 km
- Etapa 12 - Lloret de Mar-Tordera, 17,2 km
- Etapa 13 - Tordera-Orsavinyá, 12,8 km, travesía del Montnegre
- Etapa 14 - Orsavinyá-Vallgorguina, 17,4 km
- Etapa 15 - Vallgorguina-Coll de Can Bordoi,[1] 14,4 km
- Etapa 16 - Coll de Can Bordoi-Coll de la Font de Cera,[2] 23,2 km
- Etapa 17 - Coll de la Font de Cera-Moncada y Reixach, 16,3 km
- Etapa 18 - Moncada y Reixach-Baixador de Vallvidrera, 16,5 km
- Etapa 19 - Baixador de Vallvidrera-San Vicente dels Horts, 13,4 km
- Etapa 20 - San Vicente dels Horts-Bruguers (Gavá), 16,2 km
- Etapa 21 - Bruguers (Gavá)-Garraf, 15,6 km
- Etapa 22 - Garraf-Villanueva  y Geltrú, 22 km
- Etapa 23 - Villanueva y Geltrú-Calafell, 13 km
- Etapa 24 - Calafell-Torredembarra, 15 km
- Etapa 25 - Torredembarra-Tarragona, 20 km
- Etapa 26 - Tarragona-Cambrils, 28,1 km
- Etapa 27 - Cambrils-Hospitalet del Infante, 16,3 km
- Etapa 28 - Hospitalet del Infante-La Ametlla de Mar, 22,8 km
- Etapa 29 - La Ametlla de Mar-La Ampolla, 15,8 km
- Etapa 30 - La Ampolla-Amposta, 16,3 km
- Etapa 31 - Amposta-Ulldecona (puente del Olivar), 25,4 km